# Клара Перич
Клара Перич (Klara Perić; 30 березня 1998, Вінковці, Славонія) — хорватська волейболістка, зв'язуючий. Гравець національної збірної.

## Із біографії
З шести років займалася волейболом у клубі ЖОК (Вінковиці). На професійному рівні почала виступати в сезоні 2014/2015 за загребську «Младость».
У складі італійської команди «Помі» стала віцечемпіонкою клубного чемпіонату світу 2016 року. На майданчик виходила в іграх групового етапу проти турецького клуба «Еджзаджибаши» (Стамбул), бразильської «Рексони» (Ріо-де-Жанейро) і філіппінської ПСЛ (Маніла).
Виступала за юніорські  і молодіжну збірні Хорватії. Кольори національної команди захищає з 2016 року. Срібна призерка Європейської ліги 2021 року. Учасниця чемпіонату світу 2022 року.

## Клуби
| Роки      | Команди                      |
| --------- | ---------------------------- |
| 2014—2016 | «Младость» (Загреб)          |
| 2016—2017 | «Помі» (Казальмаджоре)       |
| 2017—2018 | «Барса» (Барселона)          |
| 2018—2019 | «GEN-I Volley» (Нова Гориця) |
| 2019—2020 | «Лампула» (Гуйттінен)        |
| 2020—     | «Младость» (Загреб)          |

## Досягнення
- Європейська ліга

 (1): 2021
- Кубок ЄКВ

Півфінал (2): 2017, 2022
- Кубок виклику ЄКВ

Півфінал (1): 2019
- Чемпіонат Хорватії

 (3): 2016, 2021, 2022
 (1): 2015
- Кубок Хорватії

 (3): 2015, 2016, 2021
 (1): 2022
- Чемпіонат Словенії

 (1): 2019